# Bom Jesus do Sul
Bom Jesus do Sul este un oraș în Paraná (PR), Brazilia.